# Leszek Nagrabecki
Leszek Nagrabecki (ur. 3 stycznia 1949 w Warszawie) – polski reżyser filmowy i projektant sztuki użytkowej. 
Absolwent polonistyki Uniwersytetu Warszawskiego i reżyserii z 1976 w Łódzkiej Szkole Filmowej.
Twórca filmów dokumentalnych: Jeszcze ja to ja (1975), Czego chcesz od nas Panie (1984), Zakopane - wiatr halny (1987). 
Projektant szkła artystycznego, biżuterii i instalacji plastycznych. Od 1999 r. prowadzi autorską galerię Owca Cała w Zakopanem.